# پس‌تاب
پس‌تاب تابش یا درخششی است که گاه گاهی در آسمان نواحی کوهستانی بعد از غروب خورشید مشاهده می‌شود این پدیده زمانی آغاز می‌شود که خورشید ۳ یا ۴ درجه زیر افق قرار دارد.

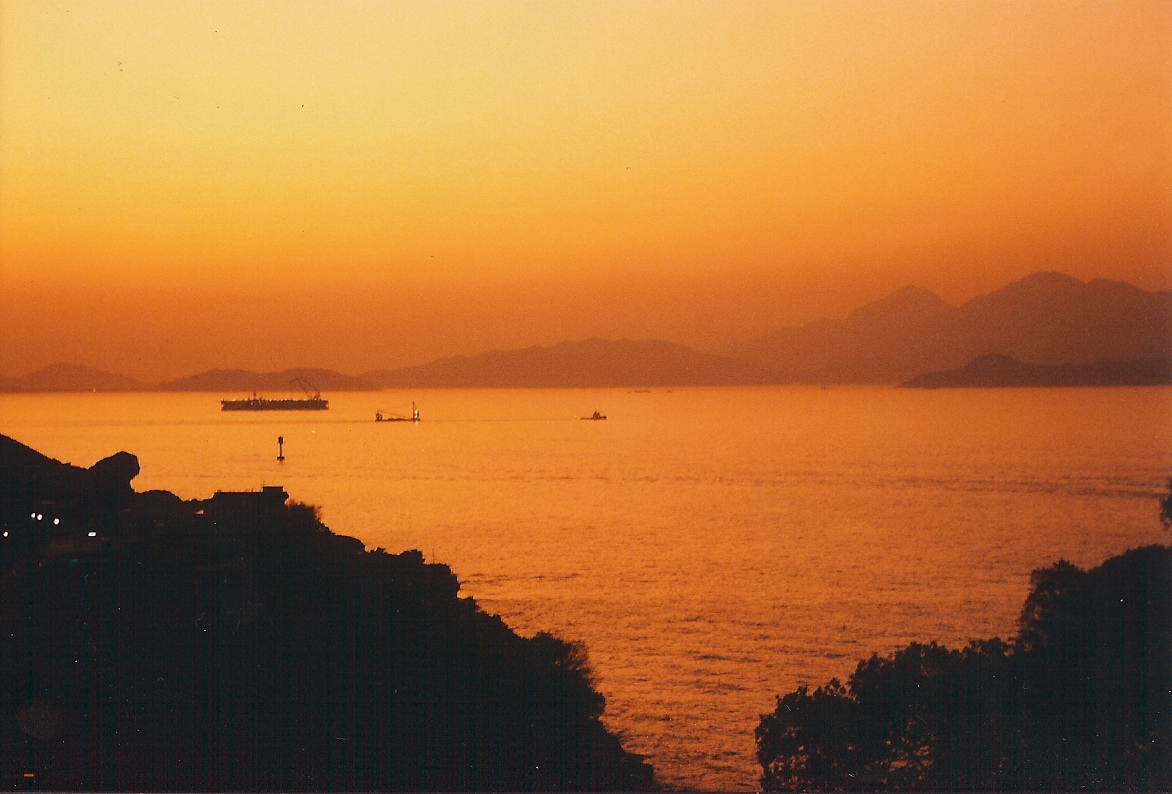
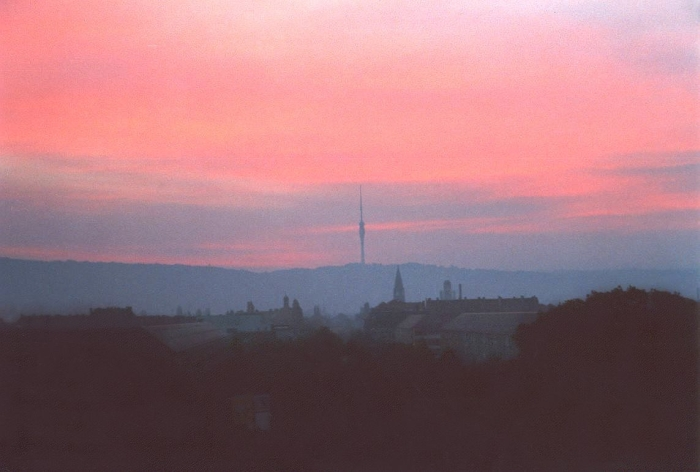
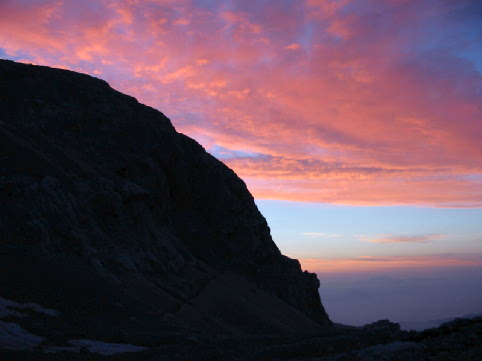
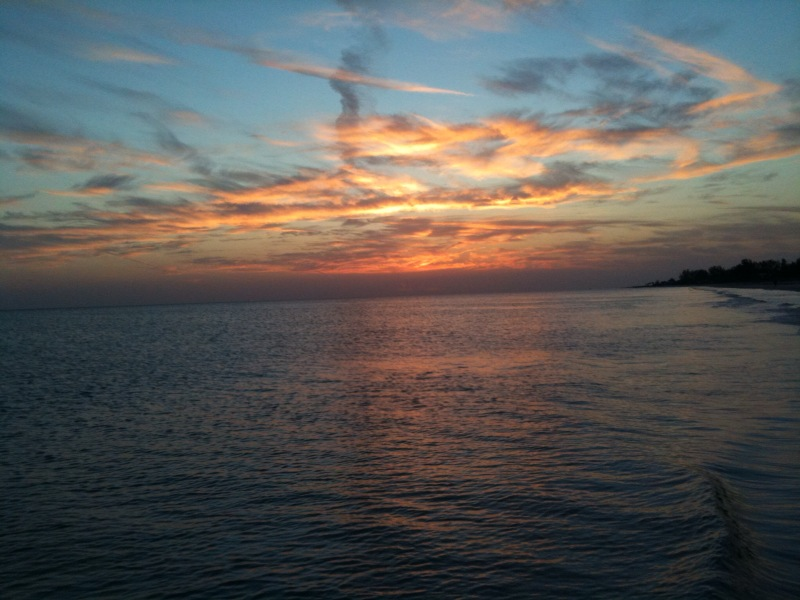
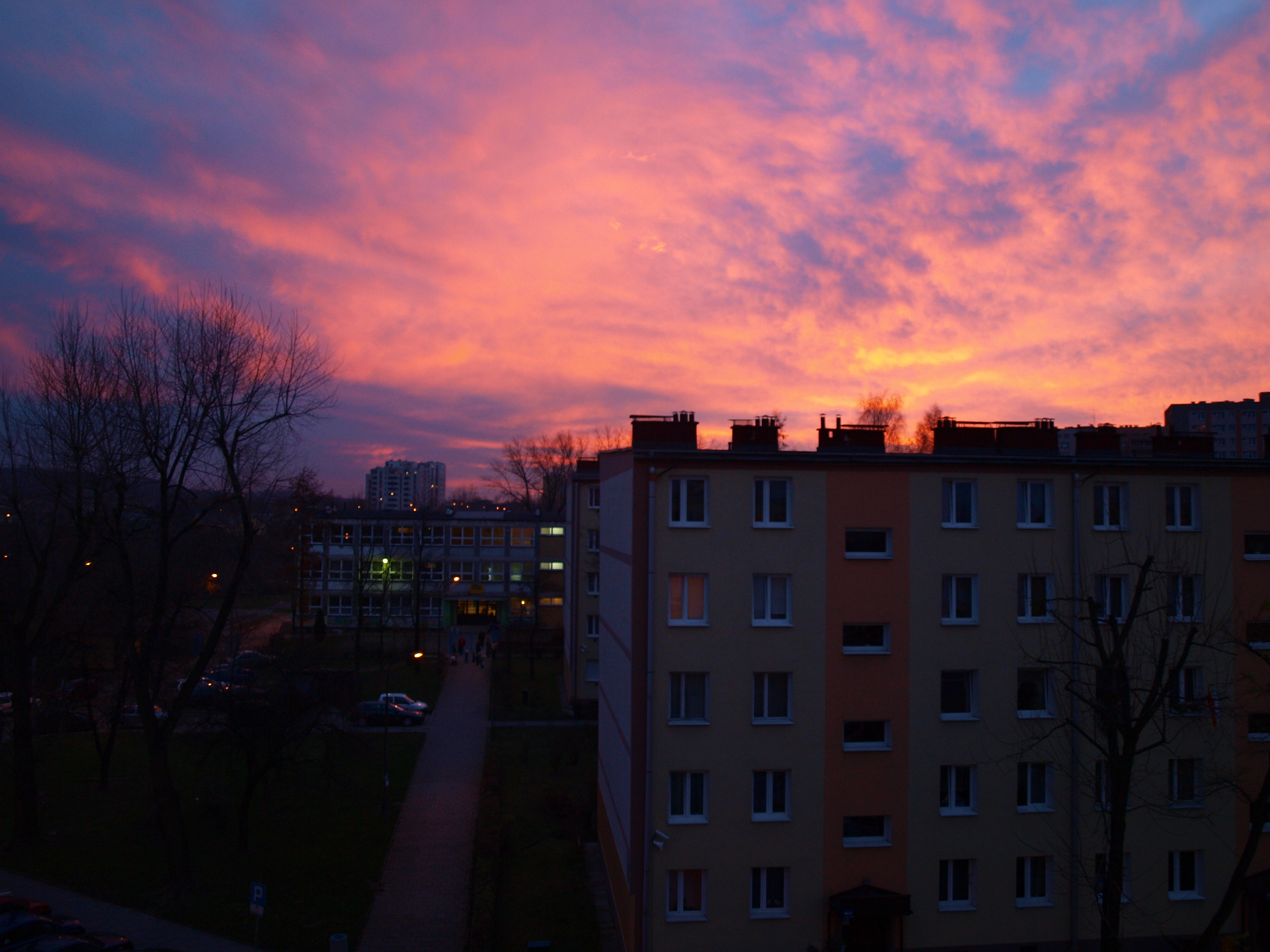